# Cris Manzano
Cris Manzano (Buenos Aires; 4 de junio de 1948) ―seudónimo de Omar Ángel Miano― es un cantautor argentino, reconocido como intérprete de la canción «Estoy hecho un demonio», de Francis Smith (1938-2009).

## Carrera profesional
En 1966 a punto de terminar la escuela secundaria formó con compañeros de su barrio "El Grupo de Gastón", donde él era la primera voz y la guitarra rítmica (acompañante).
Se presentaron en eventos underground, en el Instituto Di Tella, en clubes de Buenos Aires y del interior de la provincia.
Grabaron varios discos simples y un LP (long play: larga duración) con las empresas discográficas CBS (Sony) y EMI.
En 1968 viajaron a Londres (Reino Unido), donde grabaron 4 canciones en español, y se presentaron en un programa de televisión, para la BBC.

## Con el Grupo Safari
En 1970 fue contratado para ser el cantante del Grupo Safari. Con esta banda grabaron varios álbumes que fueron éxitos de ventas. Llegan a recibir certificaciones de oro y de platino.
La canción «Estoy hecho un demonio» fue récord de unidades vendidas para un artista en esa época.
«Súbete a mi barco»,
«Coqueluche»,
«Soy celoso»,
«Contigo querida»,
«Vamos a ver cómo te extraño», entre otros.

## Solista
En 1974 firmó contrato ―ya con el seudónimo Cris Manzano― con la empresa discográfica EMI-Odeón. Compuso e interpretó su primer éxito como solista: «Qué será de mí mañana», que el guionista Alberto Migré incluyó en la exitosa tira de Canal 13, Dos a quererse.
Esta canción se mantuvo liderando en el primer lugar de las listas durante tres meses a principios de 1974.
Compuso varias canciones románticas, como
«Te di todos mis sueños»,
«Y de repente un día»,
«Si quieres dar la vuelta», que se publicaron en los álbumes Qué será de mí mañana y Volviendo a ti, para la empresa discográfica EMI.
En aquellos años se presentó con su propia banda en innumerables clubes y confiterías bailables de Argentina.
En los años ochenta grabó para Interdisc ―una de las empresas discográficas más importantes de ese momento―, varias canciones de mucho éxito:
«Quizás sí quizás no»,
«Pequeña mía»,
«Sí o no»,
«Te escribiré»,
«Dama de rojo»,
«Eres una niña mimada»,
«Perfume francés»,
«Fugitiva», entre otros, repartidos en tres álbumes.
Sus canciones se difundieron en varios países ―Chile, Colombia, Ecuador, Paraguay y Uruguay―, donde realizó frecuentes presentaciones.
En los años noventa realizó una versión de la clásica bachata «Burbujas de amor» de Juan Luis Guerra.
En 1996 grabó para la empresa discográfica Paradoxx (en Brasil) una versión dance de la balada «Mi historia entre tus dedos». Resultó un gran éxito, convirtiéndose en disco de oro que se escuchó durante semanas en todas las radios de São Paulo como único corte de difusión.
Desde el año 2000, Cris Manzano ha grabado tres CD: 
Locura,
Irremediablemente enamorado y 
Veinte canciones de amor (2005), para la empresa discográfica Procom Discos.

## Discografía
- 1974: "Queriéndote" - EMI ODEON
- 1977: "Volviendo a ti" - EMI ODEON
- 1982: "Cris Manzano" - INTERDISC¨
- 1984: "A que no te atreves" - INTERDISC
- 1985: "Cris Manzano" - INTERDISC
- 1985: "Soy el culpable otra vez"
- 1988: "Perfume francés" - LEADER MUSIC
- 1989: "15 Grandes Éxitos"
- 1990: "Éxtasis" - LEADER MUSIC
- 1992: "Diptongo de amor" - LEADER MUSIC
- 1995: "Juegos de amor" - LEADER MUSIC
- 1996: "Serie ABC" - POLYGRAM DISCOS S.A.
- 1998: "Safari Megamix" - SONY MUSIC / COLUMBIA
- 1999: "Grandes Éxitos" - DFU
- 1999: "Grandes éxitos enganchados"
- 2001: "Irremediablemente enamorado" - MUSICA & MARKETING S.A.
- 2001: "Locura" - MUSICA & MARKETING S.A.
- 2004: "El Rey del 70 - Nuevas canciones y sus grandes éxitos"
- 2005: "El Rey del 70" - PRO COM S.R.L.
- 2005: "20 Canciones de amor" - PRO COM S.R.L.
- 2007: "Safari El Rey de la noche" - GARRA RECORDS
- 2007: "Colección 2 álbumes en 1 CD" - GARRA RECORDS
- 2011: "Clásicos de siempre" - GARRA RECORDS

## Simples
- 1974: "Por eso, mira mira / Chau, Chau, ya me voy" (Simple) - EMI ODEON
- 1975: "A dónde vas, si te vas / Quiero ser libre" (Simple) - EMI ODEON
- 1975: "Te di todos mis sueños / Ayúdame, no me olvides" (Simple) - EMI ODEON
- 1977: "Y estás que te vas / Ni bien te vi, me enamoré" (Simple) - EMI ODEON
- ????: "Cada minuto sin ti / Río y lloro si me enamoro" (Simple) - EMI ODEON
- 1982: "Quizás si, quizás no / Que serán mis días sin ti" (Simple) - INTERDISC